# Drama Shower
Drama Shower (ドラマシャワー?, Dorama shawā) è stato un blocco di programmazione giapponese, in onda sulla rete televisiva MBS dal 22 aprile 2022 al 5 aprile 2024. Il programma è nato dalla collaborazione tra MBS e l'etichetta di produzione boys' love di Kadokawa, Tunku, con l'obiettivo di trasmettere i dorama pubblicati da quest'ultima. Andava in onda tutti i venerdì dalle 01:29 alle 01:59 (JST).

## Storia
Il 4 marzo 2022, la Kadokawa Corporation ha annunciato la sua nuova etichetta per i dorama boys' love, Tunku, con lo scopo di portare adattamenti live action di manga e romanzi. Il progetto è nato da Kaoru Azuma, dipendente dell'azienda e appassionata di lunga data del genere BL. Il nome "Tunku" è stato scelto prendendo spunto dall'onomatopea giapponese del battito cardiaco, in modo tale da "trasmettere l'emozione [di un battito cardiaco] agli spettatori di tutto il mondo". Azuma ha dichiarato che la Kadokawa, grazie alla sua familiarità con la cultura boys' love, ha approvato Tunku immediatamente, suscitando fin da subito l'interesse della rete televisiva MBS.
Nello stesso giorno in cui Tunku è stata presentata, la MBS ha preannunciato la creazione di un blocco di programmazione in collaborazione con quest'ultima, intitolato Drama Shower, nel quale sarebbero stati trasmessi i dorama pubblicati sotto la neonata etichetta. Il primo titolo annunciato per Drama Shower è stato Fukō-kun wa kisu suru shikanai!, distribuito in prima visione a partire dal 22 aprile 2022. Nonostante la serie provenisse da un editore al di fuori della Kadokawa, Azuma ha voluto che l'adattamento fosse la prima serie del palinsesto poiché era ritenuta appetibile ai nuovi arrivati nel genere BL ed era una commedia romantica. Oltre agli episodi trasmessi sul canale televisivo, sul canale Niconico di Tunku venivano caricate alcune riprese esclusive del dietro le quinte di tutte le serie programmate.
Nonostante Drama Shower avesse una durata iniziale di un anno, la MBS ha deciso di rinnovare il contratto con Tunku per un altro anno a causa del suo successo e della sua popolarità.
Nel marzo 2024, è stato annunciato che My Strawberry Film sarebbe stato l'ultimo titolo del blocco di programmazione, mandato in onda fino al 5 aprile 2024.

## Programmazione
- Fukō-kun wa kisu suru shikanai! (2022)[2]
- Senpai, danjite koi de wa! (2022)[7]
- Takara-kun to Amagi-kun (2022)[8]
- Eien no kinō (2022)[9]
- Ameiro Paradox (2022-2023)[10]
- Jack Frost (2023)[11]
- Shigatsu no Tokyo wa… (2023)[12]
- Taikan yohō (2023)[13]
- One Room Angel (2023)[14]
- Sahara-sensei to Toki-kun (2023-2024)[15]
- My Strawberry Film (2024)[16]